# 2001 في الكويت

## المناصب
- أمير الدولة: جابر الأحمد الصباح
- رئيس الوزراء وولي العهد: سعد العبد الله السالم الصباح

## وفيات
- خالد سعود الزيد - مؤرخ
- محمد راشد العقروقة - ممثل
- حسين الصالح - مخرج
- هداية السلطان - صحفية